# سياوان (سلماس)
سياوان هي قرية في مقاطعة سلماس، إيران. يقدر عدد سكانها بـ 250 نسمة بحسب إحصاء 2016.